# Para Sempre Cinderela
Ever After (bra: Para Sempre Cinderella, ou Para Sempre Cinderela; prt: Para Sempre - Cinderela, ou Para Sempre Cinderela) é um filme americano de 1997, do gênero drama fantástico-romântico, dirigido por Andy Tennant, com roteiro dele, Susannah Grant e Rick Parks baseado no conto Cinderella, de Charles Perrault.

## Sinopse
Bela e generosa jovem "moderna" do século XVI, mesmo forçada a trabalhar como empregada para a madrasta, promove milagres na vida das pessoas que a cercam — até mesmo de Sua Alteza Real.

## Elenco
- Drew Barrymore- Danielle de Barbarac / cdssa. Nicole de Lancret
- Anjelica Huston- bsa. Rodmilla de Ghent
- Dougray Scott- príncipe Henry
- Patrick Godfrey - Leonardo da Vinci
- Megan Dodds- Margarete De Ghent
- Melanie Lynskey- Jacqueline De Ghent
- Timothi West- rei Francis
- Judy Parfitt- rainha Marie
- Jeroen Krabbé- Auguste de Barbarac
- Lee Ingleby- Gustave
- Kate Lansbury- Paulette
- Anna Maguire- Danielle (criança)
- Ricki Cuttell- Gustave (criança)

## Recepção
Ever After é considerada uma das melhores interpretações da história de Cinderela. O Rotten Tomatoes relata que 91% dos críticos deram ao filme uma crítica positiva com base em 64 comentários, com uma pontuação média de 7.5/10. No consenso crítico afirma: "Ever After é um toque doce, espumante da antiga fábula, liderado por uma volta sólida da estrela Barrymore." No Metacritic tem uma pontuação favorável de 66/100.